# Ashleigh Aston Moore
Ashleigh Aston Moore est une actrice américaine née le 13 novembre 1981 à Sunnyvale, Californie, et morte le 11 décembre 2007.

## Biographie
Moore était l'enfant actrice des années 1990
Après avoir figuré dans de nombreuses publicités, elle a décroché le double rôle d'Alpha et Donna dans la série canadienne d'enfants L'Odyssée (série télévisée) en 1992. Le spectacle a duré trois saisons, se terminant en 1994 avec 39 épisodes. Le rôle le plus connu de Moore était dans le film de comédie-drame d'ensemble de l'âge de la venue de l'âge Now and Then. Réalisé en 1970, Moore a dépeint la version enfant de Christina "Chrissy" Dewitt qui a été dépeint comme un adulte par Rita Wilson.
Plus tard, elle a joué dans des émissions de télévision populaires comme Madison, Northern Exposure, Strange Luck et Touched By an Angel.
Les quatre derniers rôles de Moore dans les films de 2007 sont Hairspray, Fosse, Kogane No Yama et Juno.

## Mort
Le 10 décembre 2007, Moore meurt d'une pneumonie et d'une bronchite à Richmond, en Colombie-Britannique, au Canada, à l'âge de 26 ans, bien que certaines sources citent sa mort comme une overdose d'héroïne,,.

## Filmographie

### Cinéma
- 1995 : Souvenirs d'un été (Now and Then) de Lesli Linka Glatter : Chrissy DeWitt jeune
- 1995 : Gold Diggers: The Secret of Bear Mountain de Kevin James Dobson : Tracy Briggs
- 1996 : The Grave (en) de Jonas Pate : Marlene
- 2007 : Hairspray de Adam Shankman :  Maybelle's Store Dancer (uncredited)
- 2007: Juno: de Jason Reitman: student (uncredited; final film role)

### Télévision

#### Séries télévisées
- 1992-1994 : L'Odyssée fantastique ou imaginaire (The Odyssey) : Alpha / Donna Archipenko (39 épisodes)
- 1994 et 1995 : Madison : Marnie Langston (2 épisodes)
- 1995 : Bienvenue en Alaska (Northern Exposure) : Tori Spencer (1 épisode)
- 1996 : Drôle de chance (Strange Luck) : Heather Rehne (1 épisode)
- 1997 : Les Anges du bonheur (Touched by an Angel) : Abby Fontaine (1 épisode)

#### Téléfilms
- 1993 : Au-delà de la décence (Liar, Liar) de Jorge Montesi : Jean 'Nini' Farrow
- 1993 : De parents inconnus (Family of Strangers) de Sheldon Larry : Megan
- 1994 : La victime (Sin & Redemption) de Neema Barnette : Sally Simms
- 1994 : Le Prix de la tyrannie (Beyond Obsession) de David Greene : Traci à 10 ans
- 1996 : Jeunesse volée (A Friend's Betrayal) de Christopher Leitch : Ella

## Récompenses et nominations
| Année | Prix                  | Catégorie                                                           | Titre               | Résultat   |
| ----- | --------------------- | ------------------------------------------------------------------- | ------------------- | ---------- |
| 1994  | Gemini Award          | Meilleure performance d'une actrice dans un second rôle             | Family of Strangers | Nomination |
| 1995  | YTV Achievement Award | Prix d'excellence YTV (par intérim)                                 |                     | Lauréat    |
| 1996  | Young Artist Award    | Meilleures performances d'un jeune ensemble - Long métrage ou vidéo | Now and Then        | Nomination |